# Carlos Urbizo
Carlos Urbizo Solís es un político, economista y empresario hondureño. A lo largo de su carrera como consultor financiero, ha compartido sus perspectivas sobre el desarrollo de la economía hondureña mediante entrevistas, conferencias universitarias y la publicación de varios libros centrados en economía y cultura.
Actualmente, es uno de los precandidatos presidenciales por el Partido Nacional de Honduras para el período 2026-2030, bajo el  movimiento Rescate y Transformación.

## Biografía
Carlos Urbizo nació el 22 de noviembre de 943 en La Ceiba, Honduras. Es uno de once hermanos que crecieron durante la época bananera. Su padre era artesano del cuero, especializado en la fabricación de sillas de montar y arneses para caballos para la Standard Fruit Company.   

### Estudios y experiencia profesional
Cursó sus estudios secundarios con una beca en el Saint John's College, un internado jesuita de Belice. Posteriormente obtuvo una beca del Programa Fulbright,  que le permitió realizar sus estudios universitarios en Estados Unidos, donde se graduó con honores en Administración de Empresas en Franklin & Marshall College en Lancaster, Pensilvania 
Sumado a sus estudios superiores, completó cursos adicionales en mercadeo y finanzas en la universidades de Harvard,Stanford, INCAE y el Instituto de Finanzas de Nueva York. Además fue acreditado como Contador Público Certificado (CPA) en el estado de California. (EE.UU.).
Acumula más de 40 años de experiencia profesional, desempeñándose como consultor especializado en finanzas, regulación tributaria y estrategia empresarial .
Ha prestado servicios a corporaciones nacionales e internacionales, entre ellas PricewaterhouseCoopers y Cervecería Hondureña.

### Análisis la economía hondureña
Urbizo es reconocido por su amplio conocimiento de la economía hondureña, siendo frecuentemente consultado por los medios de comunicación y participando en conferencias universitarias. Ha contribuido al análisis y desarrollo de políticas económicas a través de sus libros publicados, entre los que destacan "Déficit Fiscal, Deuda Pública, y la Quiebra del Gobierno" y "Transformación Cultural", donde examina los desafíos estructurales de la economía del país y propone soluciones para promover el crecimiento económico y mejorar la equidad fiscal.
En declaraciones públicas ha mostrado un postura crítica por la falta de democracia en Honduras, la que identifica como un factor importante que contribuye al estancamiento de la economía del país y la disminución de la inversión extranjera. Urbizo ha manifestado que Honduras necesita reformas profundas  en sus sistemas fiscal y monetario para atraer inversiones y mejorar la calidad de vida de sus ciudadanos. Además, destaca la necesidad de ajustar las leyes tributarias para crear un entorno más favorable para el crecimiento económico.

En entrevistas, criticó el aumento de la Tasa de Política Monetaria (TPM) anunciado por el Banco Central de Honduras en octubre de 2024, calificándolo de "disparate". Comparó la economía del país con un "paciente desnutrido" que, en lugar de recibir más alimento, recibe menos.
"La economía necesita tasas bajas, impuestos bajos, inversión y gasto del gobierno. Con esta medida, el costo del dinero subirá, y eso solo agravará la situación de quienes buscan financiación para consumo e inversión", Carlos Urbizo 

## Trayectoria política
Urbizo se involucró por primera vez en la política en 1997 cuando se unió al movimiento de Nora Gúnera de Melgar  dentro del Partido Nacional como su sucesor designado.
En 2001, formó parte del movimiento político liderado por el también economista Carlos Gabriel Kattan, también dentro del Partido Nacional, y se postuló como precandidato a la alcaldía de San Pedro Sula para el período 2002-2006. Las elecciones finalmente fueron ganadas por expresentador de noticias en Canal 6 Óscar Kilgore .
En 2009, Urbizo apoyó al gobierno interino de Roberto Micheletti, argumentando que la destitución del ex presidente Manuel Zelaya era necesaria debido a lo que él describió como "abusos de poder" de Zelaya. Urbizo afirmó que la comunidad internacional entendió mal la situación, enfatizando que la destitución de Zelaya era esencial para evitar sus intentos de modificar la Constitución y permanecer en el poder.

### Candidatura a la presidencia de Honduras
En 2024, Urbizo lanzó oficialmente su precandidatura a la presidencia de Honduras bajo el movimiento Rescate y Transformación del Partido Nacional. Entre las figuras clave de su campaña se encuentra el empresario Melvin José Ferraro, candidato a la alcaldía de San Pedro Sula .
Urbizo se enfrentará a los demás precandidatos del Partido Nacional, entre estos el exalcalde de Tegucigalpa Nasry Asfura   y Ana García de Hernández  (esposa del expresidente Juan Orlando Hernández),  en las primarias del 9 de marzo de 2025.